# Борисовський Богдан Вадимович
Богда́н Вади́мович Борисо́вський (1993—2024) — український військовослужбовець, учасник російсько-української війни, повний кавалер ордена «За мужність».

## Життєпис
Народився 3 січня 1993 року в селі Райгородок Житомирської області. Після закінчення місцевої школи вступив до Житомирського національного агроекологічного університету.
Строкову службу проходив у у 45-му полку оперативного призначення у місті Львів. Проходив військову підготовку на яворівському полігоні.
28 жовтня 2020 року уклав контракт з збройними силами України. Проходив у 72 ОМБр. Брав участь у боях за Авдіївка.
З початком повномасштабного вторгнення обороняв столицю та прилеглі міста. Пізніше воював на Бахмутському, Вугледарському та Мар'їнському напрямках.
10 травня 2024 року загинув поблизу села Водяне Волноваського району Донецької області.
Без Богдана лишились дружина, донька, батько та брат.

## Нагороди
- Орден «За мужність» I ступеня (16 липня 2024, посмертно) — за особисту мужність, виявлену у захисті державного суверенітету та територіальної цілісності України, самовіддане виконання військового обов'язку[2].
- Орден «За мужність» II ступеня (4 серпня 2022) — за особисту мужність і самовіддані дії, виявлені у захисті державного суверенітету та територіальної цілісності України, вірність військовій присязі[3].
- Орден «За мужність» III ступеня (1 липня 2022) — за особисту мужність і самовіддані дії, виявлені у захисті державного суверенітету та територіальної цілісності України, вірність військовій присязі[4].